# Gustaf Thörn (musiker)
Gustaf Egil Thörn, född 13 mars 1984 i Hovsta församling i Örebro län, är en svensk musiker, musikproducent och låtskrivare. Han finns bland upphovsmännen till flera av Lalehs låtar, som "Bara få va mig själv" (2016) och "Det kommer bli bra" (2022). Han är även medförfattare till Darins låt "Alla ögon på mig" på skivan Tvillingen (2017).

## Låtar i urval
- Better life, insjungen av Laleh på skivan Sjung (2012)[5]
- Bara få va mig själv, insjungen av Laleh på skivan Kristaller (2016).[3][6][7]
- Ge tillbaks det du tagit, insjungen av Laleh på skivan Kristaller (2016).[3]
- Welcome to the show, insjungen av Laleh på skivan Kristaller (2016).[3]
- Alla ögon på mig, insjungen av Darin på skivan Tvillingen (2017).[4]
- Det kommer bli bra, insjungen av Laleh på skivan Vatten (2022).[8]
- Minnet av ett hav, insjungen av Laleh på skivan Vatten (2022).[9]